# Lothar Heinemann (Mediziner)
Lothar A. J. Heinemann (* 19. August 1941 in Berlin; † 27. Oktober 2021) war ein deutscher Kardiologe, Psychologe und (Pharmako-)Epidemiologe. Er war Hauptförderer des Aufbaus einer Epidemiologie chronischer Krankheiten und Arzneimittelepidemiologie in Ostdeutschland seit den 1970er Jahren bis 2006.

## Leben

### Ausbildung
Heinemann studierte Humanmedizin, Psychologie sowie Mathematik an der Humboldt-Universität zu Berlin. Er schloss das Medizinstudium 1966 ab und promovierte 1967 (Dr. med.). Er erhielt das Diplom in Klinischer Psychologie 1972. 1977 habilitierte Heinemann in Medizin (Dr. sc.). Er graduierte als Facharzt für Innere Medizin (1972) sowie als Spezialist für Kardiologie/Angiologie (1976). Epidemiologische Prägung erhielt er bei seinen Lehrern Siegfried Böthig, später Chef der Herzkreislaufabteilung der WHO (Genf), und speziell bei Geoffrey Rose (London School of Hygiene and Tropical Medicine, London).

### Beruf
Von 1966 bis 1977 arbeitete Heinemann an der Medizinischen Fakultät der Humboldt-Universität (Charité) als Lehrassistent in der Medizinischen Klinik und Poliklinik, in der Pathologie, in der Sozialmedizin und gab Unterricht in Medizinische Soziologie/Statistik. Er wechselte 1977 in das Zentralinstitut für Herz-Kreislaufforschung (ZIHK) der Akademie der Wissenschaften der DDR (AdW) Berlin. Er wurde vom Akademiepräsidenten für sein Wirken in der Präventiven Medizin 1982 zum Professor berufen. Heinemann war wesentlich beim Aufbau einer international anerkannten Epidemiologie und Prävention chronischer Krankheiten in Ostdeutschland im internationalen Verbund wirksam. Nach 1980 verlagerte sich seine berufliche Tätigkeit zunehmend auf die Erforschung von Arzneimittelnebenwirkungen in der Bevölkerung mit Schwerpunkt auf chronische Krankheiten. Nach der Wiedervereinigung wurde das Akademieinstitut abgewickelt und Heinemann gründete 1990 das Zentrum für Epidemiologie und Gesundheitsforschung Berlin (ZEG-Berlin) mit unveränderter Zielstellung wie in der AdW und dem gleichen Mitarbeiterstab wie in seiner Abteilung in der Akademie.

### Wirken
Beteiligung an zahlreichen internationalen (Pharmako-)Epidemiologie-Projekten (1968–2006), seit 1990 meist in leitender Position. Heinemann war in seiner Funktion in der AdW in Berlin-Buch für die Epidemiologie und Prävention chronischer Krankheiten in bevölkerungsbasierten Modellprojekten in Ostdeutschland verantwortlich. Die ersten Modellstudien begannen in den späten 1970er Jahren und betrafen sowohl das Erwachsenen- als auch Kindesalter. Dazu gehörte auch die Durchführung methodische Trainingskurse bzw. der internationale Erfahrungsaustausch: Fakultätsmitglied der „Internationalen Teaching Courses in Epidemiologie and Prevention“ (1981–1985) der Ostblockländer, Leiter und Fakultätsmitglied der „Intensivkurs der Methodik von Epidemiologie und Prävention“ (1983–1988) in Ostdeutschland. Heinemann hatte die Rolle des ostdeutschen Koordinators in großen internationalen Projekten, z. B. im WHO-Projekt MONICA-Studie (1984–1994). Hierzu gehörte, Aufgaben in internationalen Fachgesellschaften zu übernehmen: Vice-Chairman of the Working Group of Epidemiology and Prevention of the European Society of Cardiology (1988–92), Member of the Scientific Committee of the European Society of Cardiology (1989–1994), Member of the „Council of Epidemiology and Prevention“ of the International Society and Federation of Cardiology-USA (1990–94). Aufgrund seiner Kenntnisse und Erfahrungen wurde Heinemann mehrfach von der Weltgesundheitsorganisation (WHO), Abteilung für „Non-communicable Disease Prevention“, angefordert (1986–92), um in anderen Ländern als WHO-Consultant zu unterstützen.
Heinemann übergab aus Altersgründen die Leitung des Instituts ZEG-Berlin 2006 an seine Nachfolger.

## Werke
- Über 500 wissenschaftliche Artikel wurden in (inter-)nationalen Fachzeitschriften von Heinemann veröffentlicht. Das schließt Bücher sowie Beiträge in zahlreichen Fachbüchern ein, nicht jedoch gedruckte Abstrakte oder Vorträge auf internationalen Kongressen.
- Details zu seinen Publikationen seit 1990 siehe Homepage des Instituts.